# Ministerium für Gesundheit und Soziales des Landes Brandenburg
Das Ministerium für Gesundheit und Soziales des Landes Brandenburg (MGS) ist das Gesundheits- und Sozialministerium des Landes Brandenburg mit Sitz in Potsdam und eines seiner neun Ministerien.

## Leitung
Seit dem 11. Dezember 2024 ist Britta Müller (parteilos) Ministerin im Kabinett Woidke IV, Staatssekretär ist Patrick Wahl (BSW).

## Geschichte
In der 1945 gebildeten ersten Regierung der damaligen Provinz Brandenburg (Kabinett Steinhoff I) existierten noch keine Ministerien. Für „Arbeit und Sozialwesen“ war der 3. Vizepräsident Fritz Rücker zuständig. Ab der 1946 folgenden Regierung existierte dann bis zur Auflösung des Landes Brandenburg 1952 ein Arbeits- und Sozialministerium bzw. ein Gesundheitsministerium.
Zur Wiedergründung des Landes Brandenburg im Jahr 1990 wurde auch das Arbeits- und Sozialministerium wieder eingerichtet. 2009 gab es den Bereich „Gesundheit“ zunächst an das Umweltministerium ab, erhielt diesen jedoch 2014 zurück. 2019 wurde erstmals seit 1990 der Bereich „Arbeit“ aus dem Sozialministerium herausgelöst und dem Wirtschaftsministerium angegliedert. Gleichzeitig wurde der Bereich „Verbraucherschutz“ vom Justizministerium neu zugewiesen, 2024 aber bereits wieder an das Landwirtschafts- und Umweltministerium abgegeben.
Folgende Namen trug das Ministerium seit 1990: 
| Zeitraum    | Bezeichnung                                                             |
| ----------- | ----------------------------------------------------------------------- |
| 1990 – 2004 | Ministerium für Arbeit, Soziales, Gesundheit und Frauen                 |
| 2004 – 2009 | Ministerium für Arbeit, Soziales, Gesundheit und Familie                |
| 2009 – 2014 | Ministerium für Arbeit, Soziales, Frauen und Familie                    |
| 2014 – 2019 | Ministerium für Arbeit, Soziales, Gesundheit, Frauen und Familie        |
| 2019 – 2024 | Ministerium für Soziales, Gesundheit, Integration und Verbraucherschutz |
| seit 2024   | Ministerium für Gesundheit und Soziales                                 |

## Aufgaben und Organisation
Das Ministerium gliedert sich in folgende Abteilungen:
- Abteilung 1: Zentrale Dienste, Arbeitsschutz, Frauen- und Gleichstellungspolitik
- Abteilung 2: Soziales, Familie, Pflegepolitik und Integration
- Abteilung 3: Gesundheit

## Nachgeordnete Behörden
Dem Ministerium sind folgende Einrichtungen nachgeordnet:
- Landesoberbehörden
  - Landesamt für Soziales und Versorgung (LASV), Cottbus
  - Landesamt für Arbeitsschutz, Verbraucherschutz und Gesundheit (LAVG), Potsdam
- Einrichtungen des Landes
  - Brandenburgisches Landesinstitut für Rechtsmedizin (BLR), Potsdam

## Staatssekretäre im Ministerium
- 1990–1991: Ingrid Kurz-Scherf
- 1991–1996: Olaf Sund
- 1994–1996: Detlef Affeld
- 1996–1999: Clemens Appel
- 1996–2000: Herwig Schirmer
- 1999–2004: Margret Schlüter
- 2000–2004: Angelika Thiel-Vigh
- 2004–2009: Winfrid Alber
- 2009–2014: Wolfgang Schroeder
- 2014–2018: Almuth Hartwig-Tiedt
- 2018–2019: Andreas Büttner
- 2019–2022: Anna Heyer-Stuffer
- 2019–2024: Michael Ranft
- 2022–2024: Antje Töpfer
- 2024: Thomas Götz
- seit 2025: Patrick Wahl

## Landesgleichstellungsbeauftragte
- –1999: Eva Kunz
- 2000–2004: Margret Schlüter
- 2004–2009: Dagmar Ziegler
- 2010–2012: Friederike Haase
- 2013–2015 Sabine Hübner
- 2015–2019: Monika von der Lippe
- 2020–2025: Manuela Dörnenburg
- seit 2025: Uta Kletzing